# Corvus leucognaphalus
Corvus leucognaphalus е вид птица от семейство Вранови (Corvidae). Видът е световно застрашен, със статут Уязвим.

## Разпространение
Разпространен е в Доминиканска република и Хаити.